# Hellripper
Hellripper je samostalni black/speed metal projekt škotskog glazbenika Jamesa McBaina. Osnovan 2014. godine, McBain uzore za svoju glazbu vuče iz black metal sastava kao što su Venom i Darkthrone; thrash metal sastava Megadeth, Metallica i Sabbat; te punk sastava Motörhead i Anti-Cimex. Tekstovi ponajviše govore o čarolijama, tami, i sotoni, a ponekad i o povijesnim temama i događajima.
Za nastupe uživo, McBainu se pridružuju glazbenici, dok on sam pjeva i svira gitaru.

## Karijera
McBain je osnovao Hellripper 2014. godine te ubrzo nakon objavljuje EP The Manifestation of Evil. Iduće godine objavljuje split-album s doom metal sastavom Batsheva.
Godine 2017., Hellripper objavljuje debitantski album Coagulating Darkness kroz diskografsku kuću Barbarian Wrath. Prema McBainu, album je snimljen u njegovom domu, a roditelji su mu bili prateći vokali. U intervjuu je rekao da se "fokusira dodati što više speed i thrash metala u konačni miks." Album je pretežito bio promoviran na društvenim mrežama. Časopis Metal Hammer nahvalio je album, te proglasio Hellripper kao "Škotskog kralja tajanstvenog mosha", uz to komentirajući da pjesme "ubijaju kao najbolji klasici iz 80-ih, uz dodatak modernog apela".
Dana 5. travnja 2019. godine, Hellripper objavljuje EP Black Arts & Alchemy. McBain izjavio je kako su četiri pjesme s albuma primarno "fokusirane na punk" za razliku od albuma Coagulating Darkness, te kako mu je u masteringu pomogao Joel Grind iz Toxic Holocausta. U recenziji za metal časopis Decibel, Vince Bellino napisao je kako EP sadrži "dosad najbolje pjesme sastava".
Drugi studijski album Hellrippera, The Affair of the Poisons, objavljen je 9. listopada 2020. godine, kroz diskografsku kuću Peaceville Records. Album je inspiriran takozvanom "aferom otrova", skandalom ubojstava u Francuskoj za vrijeme vladavine Luja XIV, u kojem su bile uključene optužbe za trovanje i vještičarenje. U intervjuu, McBain je opisao svoju namjeru za album: "Za ovaj album, cilj je bio napisati osam dobrih pjesama. Htio sam brze pjesme s dobrim riffovima, pamtljivim refrenima, i puno gitarskih solo dionica."
Hellripperov treći studijski album Warlocks Grim & Withered Hags, objavljen je 17. veljače 2023. godine, kroz Peaceville Records. McBain izjavio je kako je centralni fokus i tematika albuma mračna strana Škotskog folklora, što se može i primijetiti u pjesmama kao što su The Nuckelavee) i naslovnoj pjesmi s albuma koja je bazirana na poeziji Roberta Burnsa.

## Članovi
- James McBain - svi instrumenti (2014.–danas)

### Članovi uživo
- Clark Core - bas-gitara (2016.–danas)
- Joseph Quinlan - gitara (2017.–danas)
- Max Southall - bubnjevi (2018.–danas)

## Diskografija

### Studijski albumi
- Coagulating Darkness (2017.)
- The Affair of the Poisons (2020.)
- Warlocks Grim & Withered Hags (2023.)

### EP-ovi i kompilacije
- The Manifestation of Evil (2015., EP)
- Complete and Total Fucking Mayhem (2016., kompilacija)
- Black Arts & Alchemy (2019., EP)

### Split-albumi s drugim sastavima
- Split-album s Batsheva (2015.)
- Split-album s Acid Cross i Kriegg (2015.)
- Prophecies of Ruin, split-album s Fetid Zombie (2016.)
- Speed Motorized Bastards, split-album s Nightrider, Dulvel i Wastëland Riders (2018.)
- Split-album s Barbatos (2018.)

## Vanjske poveznice
- Službena web-stranica
- Službeni Bandcamp  Arhivirana inačica izvorne stranice od 22. ožujka 2023. (Wayback Machine)